# Conwert Immobilien Invest
Die Conwert Immobilien Invest war mit Sitz in Wien eine der größten österreichischen Immobiliengesellschaften. Von 2002 bis 2017 war sie an der Wiener Börse notiert und ab 2011 Teil des Leitindex ATX. Der Bestand umfasste ca. 24.500 Einheiten an Wohnimmobilien, hauptsächlich in Leipzig, Berlin, Potsdam, Dresden und Wien. Das Unternehmen wurde schrittweise von der Vonovia SE übernommen und ging 2017 vollständig in dieser auf.
Wolfgang Beck als CEO und Thomas Doll als CFO bildeten gemeinsam das Geschäftsführende Direktorium.
Zur Gruppe gehören die folgenden Unternehmen bzw. Divisionen:
- conwert Deutschland GmbH
- conwert Immobilienverwaltung GmbH
- conwert Management GmbH
- ECO Business-Immobilien GmbH
- i-Park
- KWG Kommunale Wohnen AG
- RESAG Property Management GmbH

## Geschichte
Conwert wurde 2001 vom Immobilien-Investor Günter Kerbler gegründet. Im Jahr darauf folgten der Börsengang und die Expansion nach Tschechien. Erste deutsche Objekte kamen 2003 ins Portfolio, zunächst Berlin, später auch Hamburg, Leipzig, Dresden und Potsdam. 2006 wird die Conwert-Aktie im Prime Market der Wiener Börse gelistet und 2007 in den Nachhaltigkeitsindex VÖNIX aufgenommen.
2010 wird die Investmentgesellschaft Petrus Advisers Kernaktionär; Petrus Advisers hielten jedoch auch große Anteile an der KWG Kommunale Wohnen AG, für die Conwert im März 2016 das Delisting beantragt und ein Übernahmeangebot gemacht hatte, das Petrus für zu niedrig hielt. Im September 2016 stieß Petrus 5 Mio. Stück seiner Conwert-Aktien ab, auf die die Adler Real Estate ihre Call Option ausübte. Im November veröffentlichte die Vonovia ein Übernahmeangebot, für das der Conwert-Vorstand eine Investorenvereinbarung (englisch Business Combination Agreement) unterzeichnet hat. Der letzte Handelstag an der Wiener Börse war der 24. Oktober 2017.